# Mercado (marketing)
Desde el punto de vista de la mercadotecnia, el mercado está formado por todos los consumidores o compradores potenciales de un producto. El tamaño de este, desde una perspectiva, guarda una estrecha relación con el número de compradores que existirían para una oferta.
Los integrantes del mercado deben reunir tres características: deseo, renta y posibilidad de acceder al producto. Por parte de la administración de la comercialización la definición de mercado está muy ligada al de demanda y del consumidor. Para un acertado entendimiento se deben estudiar los tres términos en conjunto.
El marketing usado como herramienta pretende aumentar tanto la cuota de mercado como el tamaño del mercado de un determinado producto, entre otros objetivos.

## Categorías de Mercado
La definición de mercado en marketing, hace que sea útil distinguir entre diferentes tipos de mercados en función de la taxonomía de agente de compra en dicho mercado, así tenemos mercados de individuos, mercado de empresas y mercado gubernamental. Cada uno de esos tipos de agentes puede presentar una conducta diferente, razón por la que resulta útil distinguir los mercados de esa manera. siendo estos los más importantes 
- Mercados de individuos: Este mercado está constituido por todos los individuos y hogares que compran productos para consumo personal. Estos consumidores varían notablemente en términos de edad, ingresos, nivel educativo, patrones de movilidad y gustos.

Para entender este mercado se pueden realizar una serie de preguntas, llamadas «las 7 Q»:
1. ¿Quién constituye el mercado? Ocupantes.
2. ¿Qué compra el mercado? Objetos.
3. ¿Por qué compra el mercado? Objetivos.
4. ¿Quién participa en la compra? Organización.
5. ¿Cómo compra el mercado? Operaciones.
6. ¿Cuándo compra el mercado? Ocasiones.
7. ¿Dónde compra el mercado? Establecimiento comercial o puntos de venta.

- Mercado de empresas: Las empresas para producir y funcionar necesitan adquirir una gran cantidad de materias primas, productos manufacturados, instalaciones, equipos, suministros y servicios de oficina.

Este mercado se diferencia de los demás por lo siguiente: se persiguen varios objetivos al adquirir un producto generar beneficios, reducir costos, satisfacer empleados, etc. El comprador generalmente es profesional, y participan varias personas en todo el proceso de compra, sobre todo para compras importantes o compras iniciales, se deben respetar 
normas internas, requisitos de calidad, evaluación de proveedores, etc. También se usan ciertos instrumentos de compra, como solicitud de propuesta de venta, 
contratos de compra, etc. Este mercado tiene menos compradores, son de mayor tamaño, relaciones estrechas entre comprador y vendedor, la compra es directa generalmente y recíproca; se verifica una demanda derivada (porque deriva del consumo de los individuos), inelástica y fluctuante (porque una pequeña baja en el consumo de los hogares tiene gran repercusión en la industria).
- Mercado gubernamental: Está formado por todas las reparticiones, oficinas o unidades del gobierno nacional, provincial o municipal que compren o alquilen productos para llevar a cabo sus tareas de gobierno. En general el estado fija un precio máximo de compra y determinadas características que debe reunir el producto, y el proceso de compra se canaliza a través de una licitación pública. Las unidades de compra se pueden dividir en establecimiento de compra civil y establecimiento de compra militar. Dentro del mercado gubernamental se puede encuadrar por su similitud el «Mercado institucional» (hospitales, colegios, enfermería, etc.) ya que se toman decisiones de compra y tienen objetivos similares, son objetivos sociales y no económicos.

## Mercado segmentado
Pero además del tipo de agentes que compran en un mercado resulta útil distinguir según la estructura interna del mercado o el nivel de análisis que se desea, y a ese respecto se distingue conceptualmente entre:
- Mercado total
- Mercado segmentado: es dividir el mercado en grupos de diferentes consumidores que pueden requerir productos y estrategias de marketing específicas.
  - Mercado de preferencias homogéneas: todos los consumidores del mercado tienen aproximadamente las mismas preferencias.
  - Mercado de preferencias difusas: es el otro extremo donde los consumidores varían totalmente en sus preferencias entre sí.
  - Mercado de preferencias agrupadas: el mercado puede revelar ciertas preferencias agrupadas llamadas segmentos naturales.
- Nicho de mercado: es una parte pequeña de un segmento, con características muy particulares en cuanto a preferencias del consumidor.

## Ciclo de mercado de un producto
La evolución del mercado es un proceso paralelo al ciclo de vida del producto. A medida que la categoría de producto madura, la industria atraviesa etapas que se reflejan en las etapas del ciclo de vida del producto:
1. Cristalización de mercado. La demanda latente de una categoría de producto se activa con la introducción de un nuevo producto.
2. Expansión de mercado. Entran nuevas compañías en el mercado y cada vez son más los consumidores que conocen la categoría de producto.
3. Fragmentación de mercado. La industria se subdivide en nutridos grupos competitivos a medida que entran más compañías en el mercado.
4. Consolidación de mercado. Las compañías empiezan a abandonar el mercado debido a la dura competencia, la caída de las precios y la caída de los beneficios.
5. Terminación de mercado. Los consumidores dejan de pedir el producto y las empresas que lo producen dejan de tener ganancias, por lo que su producto ya no es rentable y entonces tienen solo dos opciones, actualizar el producto o retirarlo del mercado.

## Conceptos asociados
Esta sección define algunos de los conceptos básicos en el tratamiento que el marketing hace del mercado:
- El mercado potencial es el límite al cual se aproxima la demanda del mercado considerando que los gastos de marketing de un sector tienden a ser infinitos, dado un entorno determinado. Donde(Q), es el volumen máximo de ventas, medido en unidades físicas de producto o bien en términos monetarios, que podría estar disponible para todas las empresas de un sector durante un determinado período, un nivel de gastos en actividades de marketing concreto y unas condiciones del entorno específicas. Una forma frecuente de estimarlo es la siguiente:

{\displaystyle Q_{m}=Q_{f}P=n{\bar {q}}P}

Donde los términos que intervienen son:
{\displaystyle Q_{m}\,}, mercado potencial total medido en unidades monetarias.
{\displaystyle Q_{f}\,}, mercado potencial total medido en unidades físicas.
{\displaystyle n\,}, número de compradores de un producto específico bajo unas determinadas condiciones.
{\displaystyle {\bar {q}}}, cantidad comprada por un comprador medio.
{\displaystyle P\,}, precio unitario
- El potencial de áreas de mercado, se refiere a la distribución geográfica del potencial de mercado. Las empresas se encuentran con el problema de seleccionar los mejores territorios con objeto de maximizar ventas. Esto incluye invertir el presupuesto de marketing de forma óptima desde un punto de vista geográfico, lo cual lleva a estimar el potencial de mercado de distintos territorios o áreas geográficas.
- El mercado disponible es el conjunto de consumidores que tienen el deseo, renta y el acceso (que no exista alguna restricción legal o alguna restricción física, etc) a una determinada oferta de mercado y el mercado cualificado disponible es una vez tenidas en cuenta las restricciones de acceso.
- La cuota de mercado óptima es un porcentaje y, a partir de ella, cada incremento en la cuota se hace a expensas de la rentabilidad.
- Los mercados objetivo o mercado atendido es el conjunto de individuos o áreas geográficas, que el vendedor identifica como segmentos de mercado con mayor posibilidad de expandir sus ventas.
- El mercado penetrado está constituido por el conjunto de consumidores que ya ha probado un determinado producto, este número de venta está conformado por todas las empresas que venden dicho producto. Se puede lograr una penetración de mercado mayor al 100%, caso típico los celulares, hay más celulares que habitantes en algunos países.
- La cuota de mercado de una empresa en un determinado producto, es el porcentaje del mercado que compra el producto de esa empresa. Cada empresa puede valorar su actuación en el mercado con relación a la totalidad de su sector. Supongamos que las ventas de una empresa se incrementan a razón de un 5% al año y las ventas del sector un 10%. Esta empresa actualmente estará perdiendo peso específico en su sector.

### Determinación de la cuota de mercado
La hipótesis más comúnmente extendida es que la cuota de mercado se determina a partir del "esfuerzo de marketing" realizado por la empresa, de tal manera que la cuota sería proporcional a la fracción del esfuerzo realizado:

(1){\displaystyle S_{i}={\frac {M_{i}}{\sum _{j}M_{j}}}\leq 1}

Donde {\displaystyle \scriptstyle M_{i}} representan los esfuerzos de marketing de la empresa i en un determinado período. Para que la cruda fórmula anterior sea capaz de explicar habría que aclarar como se mide el "esfuerzo de mercado" en términos de calidad, gasto en publicidad, capacidad de distribución. Algunos autores han propuesto para dicho esfuerzo de marketing, formas más complejas de medir el esfuerzo de mercado por ejemplo Philip Kotler usa la forma:

(*){\displaystyle M_{i}={\frac {R_{i}^{\rho _{i}}D_{i}^{\delta _{i}}A_{i}^{\alpha _{i}}}{P_{i}^{\pi _{i}}}}}

Donde:
{\displaystyle R_{i}\,}, indicador de la calidad del producto.
{\displaystyle P_{i}\,}, precio del producto.
{\displaystyle A_{i}\,}, gastos de publicidad y promoción.
{\displaystyle D_{i}\,}, gastos de distribución y de fuerza de ventas.
{\displaystyle \rho _{i},\delta _{i}\,}, elasticidad de la calidad y la elasticidad de la distribución.
{\displaystyle \alpha _{i},\pi _{i}\,}, elasticidad de la publicidad y elasticidad del precio.
Además pueden introducirse factores que midan la eficacia de la publicidad y la distribución, introduciendo la expresión (*) para el esfuerzo de marketing desagregado en (1), y teniendo en cuenta el factor precio se tiene una expresión del tipo:

(2){\displaystyle S_{i}={\frac {R_{i}^{\rho _{i}}(a_{i}A_{i})^{\alpha _{i}}(d_{i}D_{i})^{\delta _{i}}P_{i}^{-\pi _{i}}}{\sum _{k}R_{k}^{\rho _{k}}(a_{k}A_{k})^{\alpha _{k}}(d_{k}D_{k})^{\delta _{k}}P_{k}^{-\pi _{k}}}}\leq 1}

Las magnitudes anteriores se suponen medidas en un período determinado, y pueden variar de un período considerado a otro, aunque en la fórmula anterior se ha omitido la dependencia temporal para no sobrecargar la notación. El subíndice i indica que la magnitud se refiere a la empresa i-ésima. Las magnitudes adicionales que intervienen en esta fórmula son:
a empresa. 
{\displaystyle a_{i}\,}, índice de la efectividad de la publicidad, para una empresa promedio {\displaystyle a_{i}=1\,}, {\displaystyle a_{i}>1\,} para una empresa más eficiente que la media y {\displaystyle a_{i}<1\,} para una menos eficiente que la media.
{\displaystyle d_{i}\,}, índice de la efectividad de la distribución, nuevamente para una empresa promedio {\displaystyle d_{i}=1\,}.
Esta fórmula resume los principales condicionantes de la cuota de mercado de la empresa (gastos en actividades de marketing, variables de marketing mix, efectividad de esas acciones y la elasticidad de esas acciones y de las variables); igualmente esta fórmula se podría completar aún más teniendo en cuenta:
El área geográfica donde se realizan los gastos de marketing.
El efecto retardo de las actividades de marketing.
Efectos sinérgicos del marketing mix.